# Joan Miró
Joan Miró i Ferrà (kiejtése: ʒuˈan miˈro ifǝˈrra) (Barcelona, 1893. április 20. – Palma de Mallorca, 1983. december 25.); katalán festőművész, grafikus, szobrász és keramikus. Az École de Paris körébe tartozik.

## Élete, munkássága
Apja aranyműves és órásmester, anyja egy asztalos lánya volt. Egyetlen testvére született 1897. május 2-án, Dóra nevű húga. 1890-ben kezdett iskolába járni, ahol rajzot is tanítottak. A nyarakat nagyszüleinél Cornudellában (Tarragona tartomány) és anyai nagyanyjánál, Mallorcán töltötte.
1907-től apja kívánságára kereskedelmi tanulmányokat folytatott, ugyanekkor művészeti kurzusra is járt a felújított La Escuela de la Lonja festőiskolába. Tanára volt Modesto Urgell Inglada, a tájképfestő és José Pasco Merisa, a díszítőművészet professzora.
Fejlődésére nagyon jótékonyan hatottak a Párizsban töltött 1920-as évek, 1930-as évek, amikor személyesen megismerkedett Pablo Picassóval és az ő avantgárd művészeti irányzataival, s a Párizsi Iskola számos alkotásával, felfogásával. 1925-ben csatlakozott a szürrealistákhoz, barátságot kötött a hozzá sokban közel álló Paul Klee-vel. 1940-ben visszatért Spanyolországba, a második világháború befejezése után felváltva tartózkodott Barcelónában és Párizsban.
Joan Miró, Pablo Picasso, Salvador Dalí, Juan Gris a 20. század spanyol-katalán festőóriásai. Miró a fauvizmus, a kubizmus, a dadaizmus és a szürrealizmus világában otthonosan járva egyedi, költői, játékos, humoros világot hozott létre. A gyermekrajzok varázsa és az avantgárd újító szabadsága fonódott eggyé műveiben. 1954-ben a velencei biennálé egyik nagydíját nyerte el. Az 1940-es évektől számos kerámia falképet és szobrot tervezett.
Miró mottója: „Én nem találok ki semmit, én mindenre rátalálok.”
1956-tól Mallorcára vonult vissza alkotni, nagyon szoros volt e szigettel a kapcsolata, hiszen édesanyja és felesége is innen származott. Házát, stúdióit, s vele számos alkotását (mintegy 2500 műtárgy és dokumentum) Palmára, a fővárosra hagyta. Feleségével egy dinamikus alapítványt hozott létre, amely nem elsősorban csak múzeumi célokat szolgált, hanem segítséget kívánt nyújtani fiatal alkotóknak könyvekkel, művészeti munkák, dokumentumok tanulmányozásának lehetőségeivel. Az alapító szellemi végrendeletét teljesítették és egy Joan Míróról elnevezett szoborparkot is létesítettek Palma-ban.
Az 1983-ban a Pálmában elhunyt művészt a katalán fővárosban, Barcelónában, a Montjuich hegyen fekvő temetőben helyezték örök nyugalomra.

## Művei (válogatás)

### Festményei
- Kilátás Montroigra (1919)
- A farmer felesége[1] (1922-23)
- Anyaság (1924)
- A harlequin karneválja (1924-25)
- Triptichon (1939)
- Sznob társaság a hercegnőnél (1944)
- Kompozíció (1953)

### Balettdekoráció
- Gyermekjátékok (1931-32)

### Köztéri alkotásai
- Asszony (1938; Casa de la Ciudad de Barcelona épületében)
- Kerámiafal a párizsi UNESCO-székházban (1957)
- Kerámiafal (1971; Ludwigshafen, Németország)
- A Madridi Kongresszusi Palota díszítése (1980)
- Híres köztéri alkotása a hegy lábánál elterülő Joan Míró-park mozaikdíszítésű szobra, az Asszony madárral (katalán: Dona i ocell, spanyol: Mujer y pájaro, 1982)

### Galéria

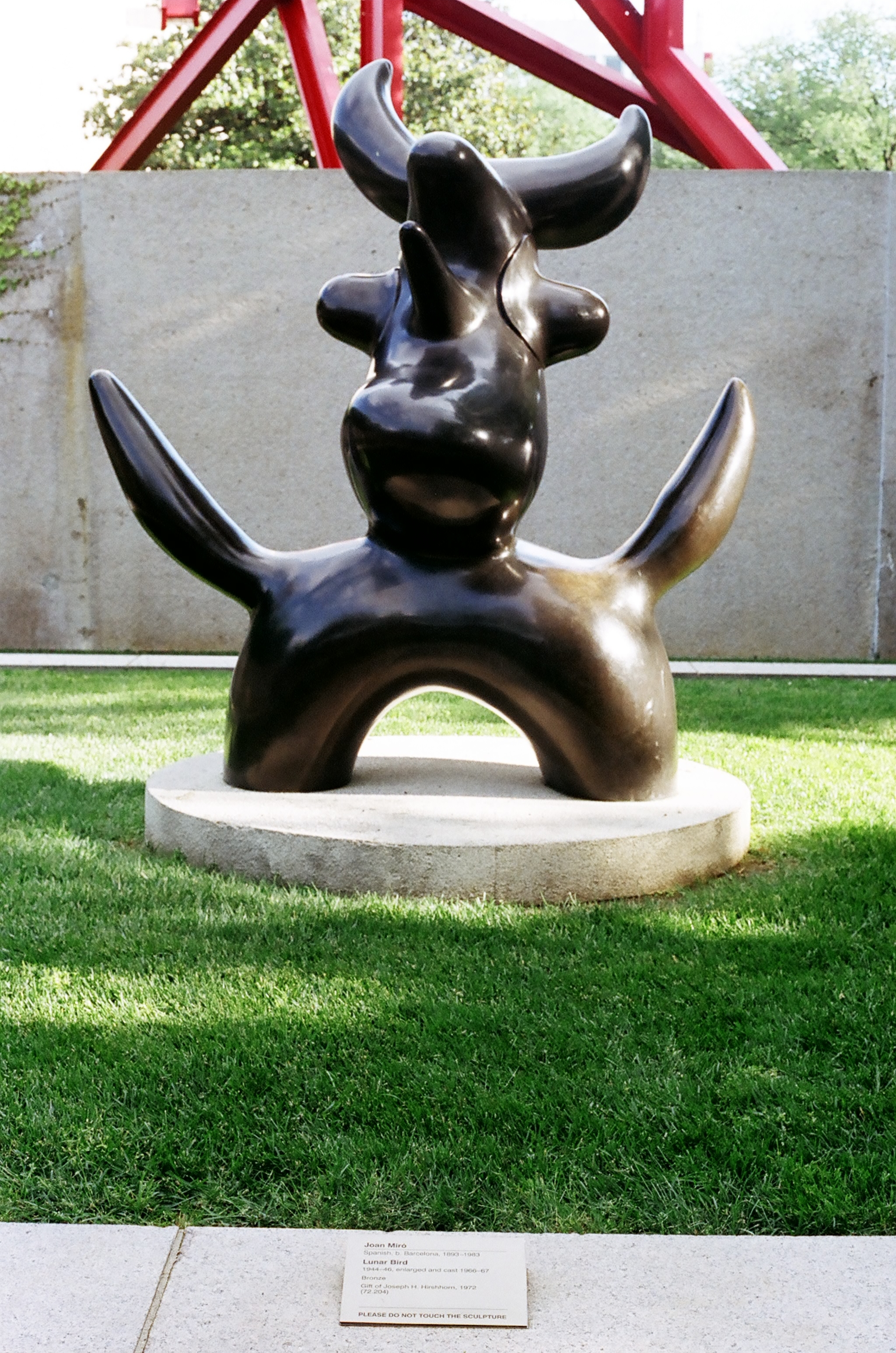
Hirosima szobor (1944-46) Washington második világháborús parkjában
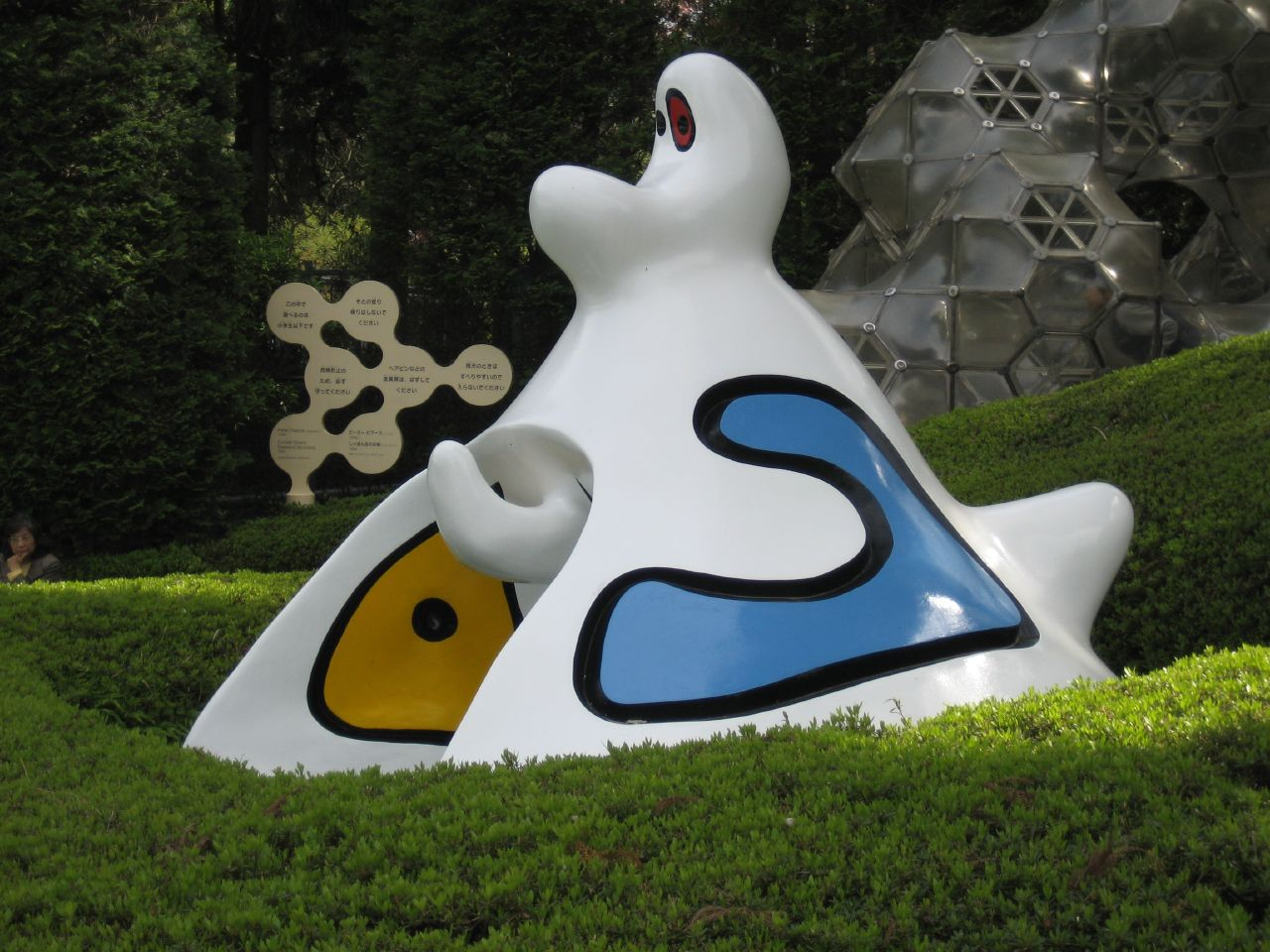
Joan Miró műve a Hakone Múzeumban Tokió
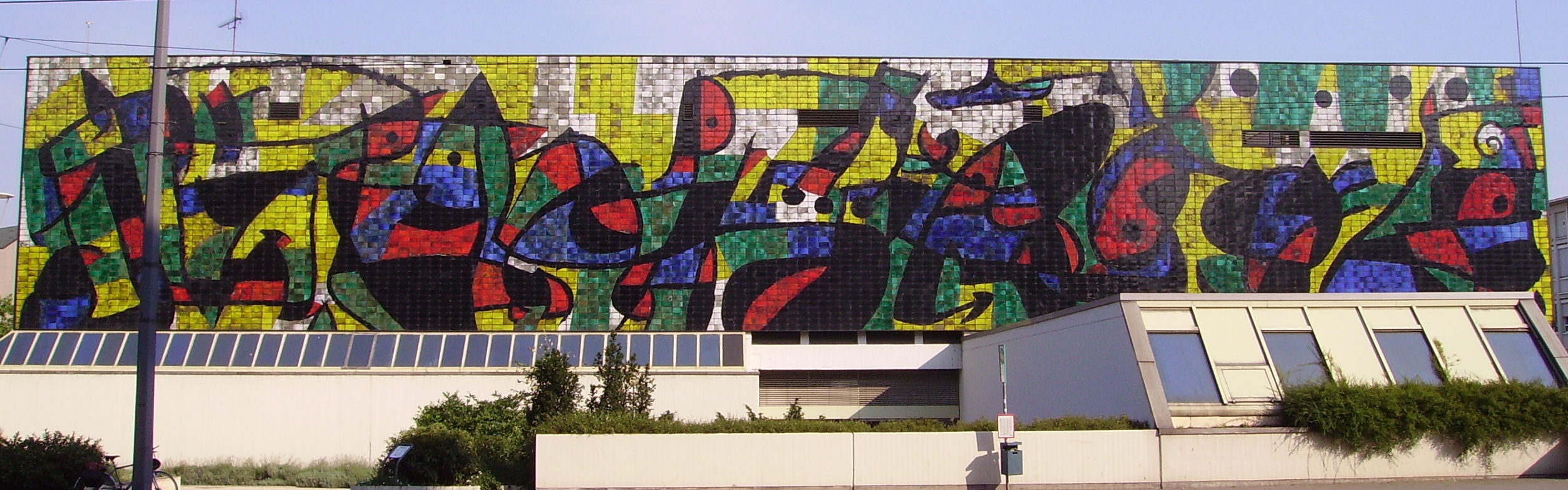
Kerámiafal (1971; Ludwigshafen am Rhein)
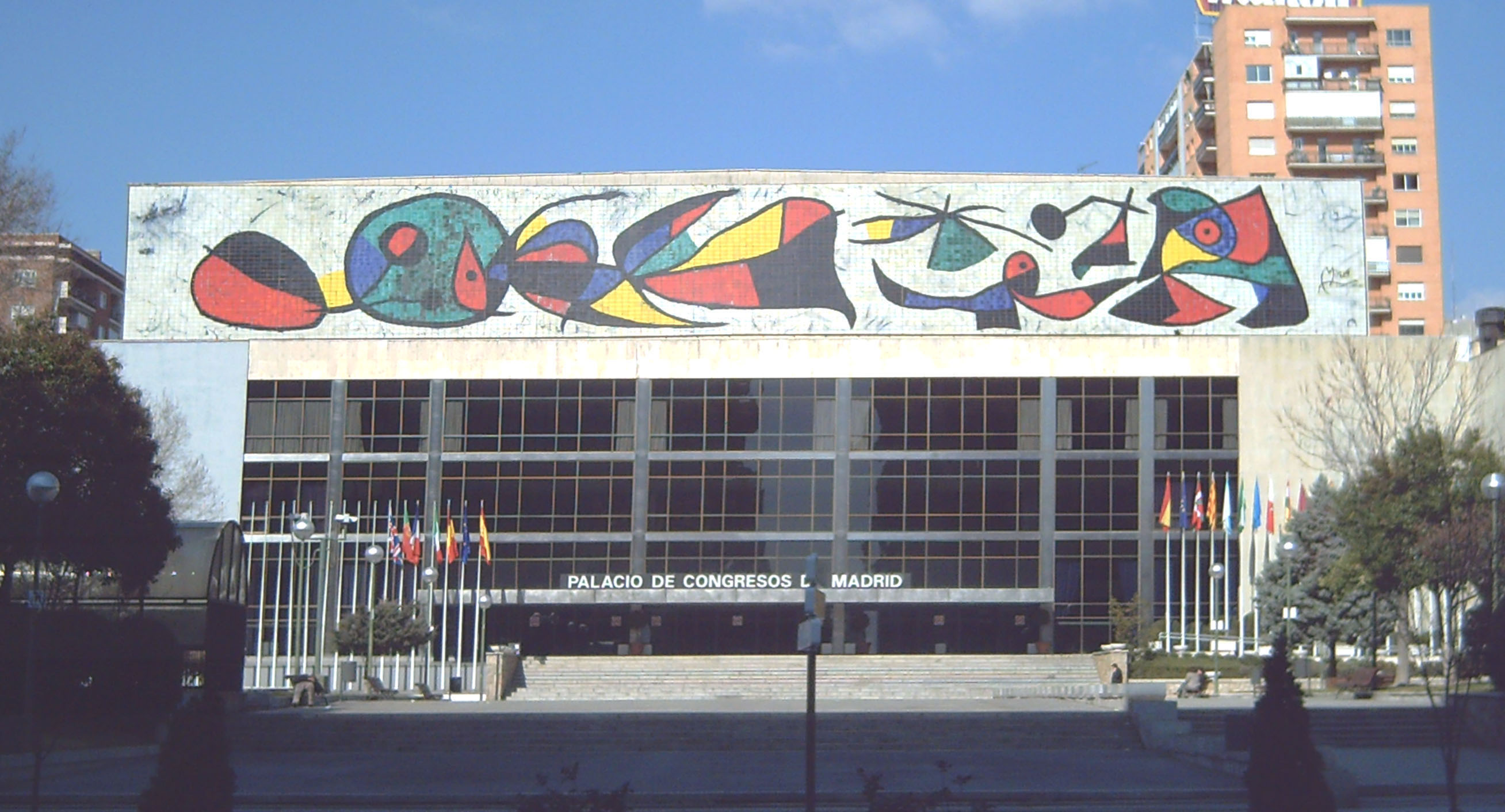
A Madridi Kongresszusi Palota díszítése (1980)
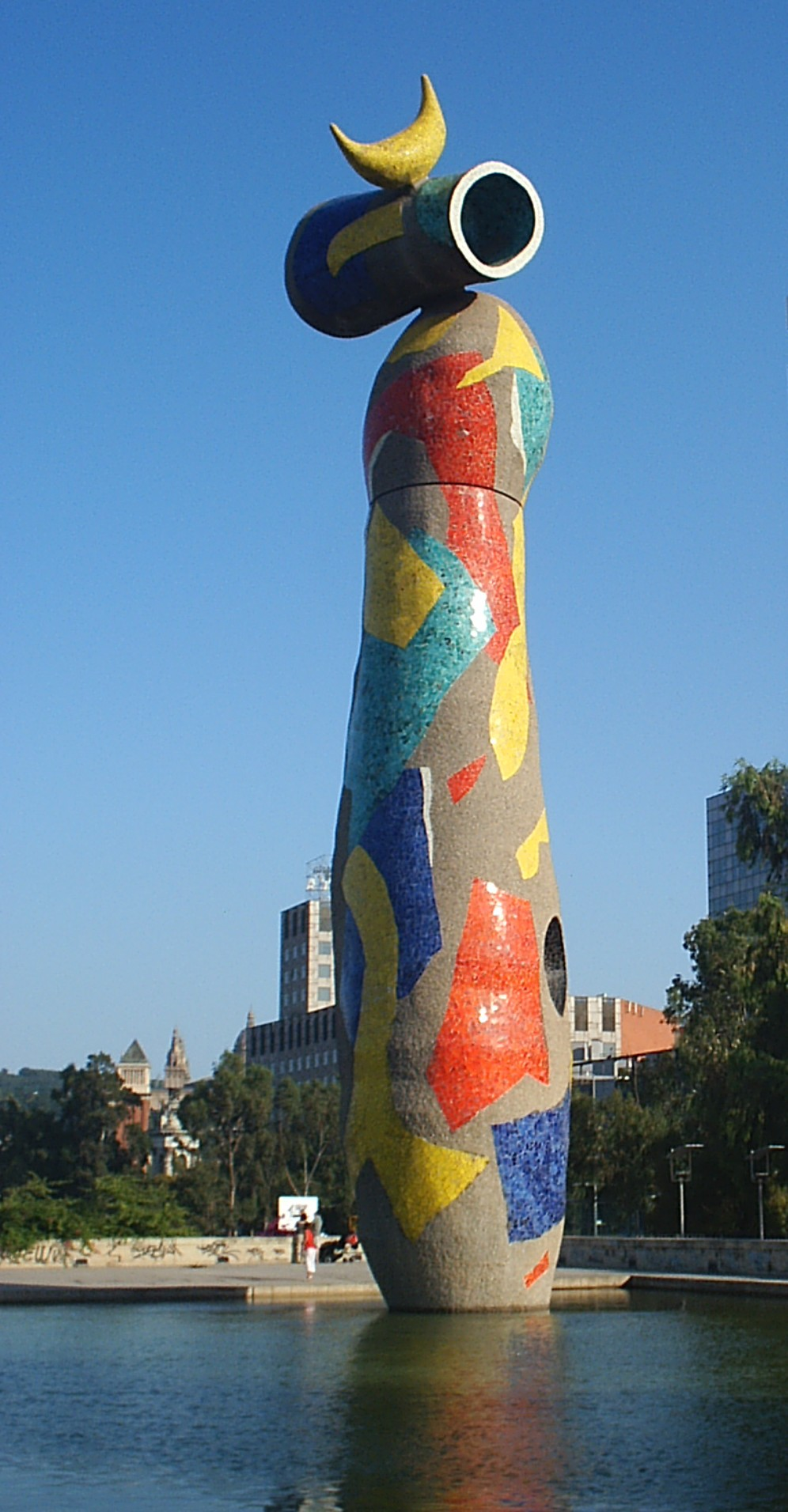
Asszony madárral (1982; Barcelona)